# Oakley-Observatorium
Das Oakley-Observatorium ist eine Sternwarte in Terre Haute im US-Bundesstaat Indiana. Das vom Rose-Hulman Institute of Technology betriebene Observatorium wurde im Jahr 2000 mit einem Stipendium der Oakley Foundation gegründet, besitzt acht Teleskope und wird überwiegend für Lehr- und Ausbildungszwecke eingesetzt. Es wurde auf Initiative von Samuel F. Hulbert erbaut, der von 1976 bis 2004 der Präsident der Hochschule war.
Die Rolldach-Sternwarte wurde auf langen Pfeilern errichtet, um über die umliegenden Bäume zu gelangen. Die sechs größten Teleskope sind einzeln auf entsprechend hohen massiven Beton-Fundamenten montiert, die durch den Fußboden bis ins Innere des Observatoriums reichen.
Der Standort in Terre Haute bietet die Vorteile, dass in dieser relativ kleinen Stadt die Lichtverschmutzung kein allzu großes Problem bei der Beobachtung darstellt, und das Observatorium auf dem Universitätsgelände untergebracht werden konnte, wodurch es für Studierende leicht zugänglich ist.
Die Instrumentenausstattung besteht aus einem 1886 konstruierten Fernrohr des Herstellers Alvan Clark & Sons mit einem Durchmesser von sechs Zoll, einem historischen acht Zoll Cassegrain-Teleskop und sechs weiteren Spiegelteleskopen mit Durchmessern zwischen 11 und 22 Zoll. Alle acht Teleskope sind auf Paramount ME Montierungen installiert und permanent einsatzbereit. Das Observatorium ist unter dem IAU-Code 916 registriert.
Von den am Oakley-Observatorium tätigen Studenten wurden bisher 33 Asteroiden entdeckt.